# 台兒莊戰鬥 (北洋政府時期)
台兒莊戰鬥發生於1927年6月22日－24日，地點則是在中國鲁南一帶，是國民革命軍北伐戰爭的戰鬥之一。台兒莊戰鬥的交戰雙方，一方為國民革命軍，另一方為北洋政府所轄軍隊。

## 參看
- 中華民國北洋政府時期內戰戰鬥列表